# ديربي غاليسيا
ديربي غاليسيا هو الاسم الذي يُعطى لأي مباراة كرة قدم تجمع ما بين سلتا فيغو و‌ديبورتيفو لا كورونيا، أكبرِ ناديين في غاليسيا. ويعتبر نادي سيلتا فيغو الأكثر فوزًا في الديربي بمجموع 50 لقاءٍ من أصل 126 مواجهة.
في موسم 2020–21، يلعب سيلتا فيغو في الدرجة الأولى بينما يلعب ديبورتيفو لاكورونيا في الدرجة الثانية ب بعد هبوطه من الدرجة الأولى في 2018 وهبوطه من الدرجة الثانية في 2020.

## إحصائيات المواجهات
- آخر تحديث: 5 مايو 2018

| البطولات                         | المواجهات | نتائج          | نتائج | نتائج         | الأهداف        | الأهداف       |
| البطولات                         | المواجهات | فاز سيلتا فيغو | تعادل | فاز ديبورتيفو | سجل سيلتا فيغو | سجل ديبورتيفو |
| -------------------------------- | --------- | -------------- | ----- | ------------- | -------------- | ------------- |
| الدوري الإسباني الدرجة الأولى    | 70        | 26             | 19    | 25            | 167            | 164           |
| الدوري الإسباني الدرجة الثانية   | 44        | 19             | 8     | 17            | 71             | 64            |
| الدوري الإسباني الدرجة الثانية ب | 2         | 1              | 1     | 0             | 2              | 1             |
| كأس ملك إسبانيا                  | 10        | 4              | 3     | 3             | 25             | 16            |
| المجموع الكلي                    | 126       | 50             | 31    | 45            | 265            | 245           |